# サライ (曲)
「サライ」は、加山雄三と谷村新司の制作により誕生した楽曲。1992年11月16日に8cmCDとしてファンハウス（現・ソニー・ミュージックレーベルズ アリオラジャパンレーベル）より発売。オリコンチャート最高位20位を記録している。
日本テレビ系列（NNN・NNS）各局と沖縄テレビ（フジテレビ系列）が年1回放送するチャリティー番組『24時間テレビ 「愛は地球を救う」』のテーマソングとして制作され、第15回（1992年）より毎年使用されている。

## 解説

### 楽曲の歴史
1992年の第15回記念として、加山雄三（筆名である弾厚作名義）がギターで作曲し、全国の視聴者から寄せられた愛のメッセージを基に谷村新司が代表作詞としてとりまとめ、24時間以内にそれを一本の歌（番組内では「愛の歌」と呼ばれた）として制作しようという試みが行われた。CDには参加していないが、歌唱指導を堺正章が、曲制作の模様を伝える役を生島ヒロシが担当している。
完成した曲は、以後毎年のように番組のエンディングで谷村・加山のメインボーカルにより出演者や全国各地の系列局のパーソナリティ・ボランティアで大合唱される。2014年・2017年はオープニングで、2022年は加山雄三のラストステージ、および楽曲誕生30周年を記念して初めて番組の途中でも歌唱された。
CDの売上による印税の一部は、同番組のチャリティー募金に充てられた。カラオケで発生する著作権料の一部も、チャリティー基金に充てられている。
実際に番組のフィナーレで流れる曲は原曲をアレンジしたバージョンで、イントロ・間奏・アウトロはCD版と大きく異なる他、3番のサビから先は延々と繰り返されて途中からは変調、最後は終わりの歌詞を2回繰り返した後にファンファーレ調のアウトロで締めている。
楽曲に合わせた振付「手話コーラス」も存在し、番組のエンディングにステージ上で、日本テレビ小鳩文化事業団（旧：愛の小鳩事業団）の手話コーラス部によって披露されている。
発売から31年以上経った2023年8月現在でも本作品は、発売当時の8cmCDのままカタログに残っており、発売元がソニー・ミュージックレーベルズの社内レーベルであるアリオラジャパンに移管された上で販売が続けられている。

### テーマ
日本テレビによると、曲のテーマは「心のふるさと」であり、「サライ」という曲名はペルシア語「سرای」（サラーイ、UNGEGN式: Srāy; Srāi）から来ていて、直訳は「宿（または家）」。本曲には「砂漠の中のオアシス」という意味も込められている。「宿（または家）」や「砂漠の中のオアシス」が、曲のテーマ「心のふるさと」に近いから『サライ』という曲名になったと日本テレビは説明している。

### 24時間テレビ外での使用
『24時間テレビ』のテーマソングとして制作された楽曲ではあるが、日本テレビ系列の他番組やイベントなどでも使用されている。さらに、他局・他の媒体でも『24時間テレビ』のパロディーや暗喩の演出として「負けないで」と共に演奏、歌詞の一部が使用されることがある。
- いわゆるセルフカバー作品としての扱いであるが、谷村・加山共に発表している[6][7][8]。その他、谷村と加山はそれぞれ『サライ』の名を冠したベスト・アルバムを1992年12月25日に同時発表、本曲のデュエット版を収録している[9][10]。

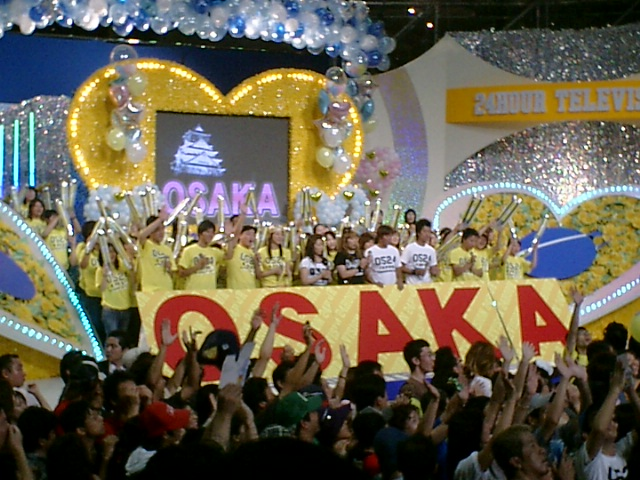
「愛は地球を救う」で本曲を大合唱する様子。中継地は大阪市ツイン21アトリウム。（2005年8月）

- 1994年10月の「ダウンタウンのガキの使いやあらへんで!」の24時間トークイベントでは最後にダウンタウンがこの曲で締めた事がある。
- 上海市では、2007年9月30日、日中国交正常化調印式の35周年を記念して、谷村が発起人になり、東方文化芸術センターにて日中友好コンサート「日中携手世紀2007」が開催される中で、曲目の1つとして谷村と日中童声合唱団により本曲が演奏された[11][12]。
- 2016年3月28日にフジテレビ系列で放送された音楽特番『FNSうたの春まつり』で行われた視聴者アンケート企画“2千人が選ぶ今聴きたい春の名曲100選”に選出された。
- フジテレビ系列『MUSIC FAIR』2700記念コンサート 第一夜（2018年3月10日放送）で、谷村新司と石丸幹二、出演全キャストで歌われた[13]。

### 24時間テレビのエピソード
- 2003年の『24時間テレビ26』（8月23日 - 24日）では、チャリティーマラソンを行った山田花子が放送内にゴールできず、さらには1時間以上の遅れが見込めるものだったこともあり、総合司会を務めた徳光和夫の呼びかけで花子への応援を兼ねて生放送終了後にもう1度本曲の大合唱が実施された（この模様は翌週の8月31日放送分の『THE・サンデー』で放映された）。
- 2022年、加山が85歳という高齢を理由に、コンサート活動から引退することを表明[14]。楽曲完成から30周年を迎えたこの年の『24時間テレビ45』（8月27日 - 28日）が加山最後の24時間テレビでのサライ歌唱となった[15][16]（同年はエンディング以外にも、8月28日夕方の部にて谷村とデュオで披露している）[17][18][19]。また、翌2023年では谷村は病気のため出演せず、そのまま同年10月8日に死去したため、彼にとっても最後の24時間テレビでのサライ歌唱となった。なお、日本テレビ代表取締役社長の石澤顕は10月23日の定例記者会見にて谷村の死去に触れ、谷村への感謝とともに今後も「サライ」を歌い継いでいくことを明らかにしている[20]。

## 収録曲
1. サライ
  - 代表作詞：谷村新司／作曲：弾厚作（加山雄三）／編曲：羽田健太郎
2. サライ－オリジナルカラオケ－

### 名称に関する注釈
セム系言語は、右から左に読む。かな文字は、2016年現在の日本語の横組みで一般である、左から右の読みにした。
1. ↑  
「砂漠の（中の）オアシス」は、ヘブライ語で「נווה מדבר（またはנוה מדבר）」（ネヴェ・ミデバル）である。「נווה（またはנוה）」（発音は「ナヴェ」になる）は「家」という意味、「מדבר」（ミデバル）は「砂漠」という意味である。
曲名「サラーイ」同様、ペルシア語にすると「ネヴェ」は、「ناوه」（ネヴェ）である。
「オアシス」と「ネヴェ」に関連する言葉として、「ネヴェ・シャロム」がある。ヘブライ語では「נווה שלום」（ネヴェ・シャロム）、ペルシア語では「ناوه شالوم」（ネヴェ・シャロム）、英語では「en:Neve Shalom」（ネヴェ・シャロム）もしくはアラビア語の「واحة السلام」の読みに由来する「en:Wāħat as-Salām」（ワート・アッ・サラーム）。
「ネヴェ・シャロム」は、「アヤロンの谷」（en:Ajalon）にある、丘の上の「村」（価値を共有する共同体 en:Intentional community）の名前であり、「平和のオアシス」を意味する。
2. ↑  
そのことに関して参考までに、ペルシア語のオアシスは「واحه」であり、「ヴァーヘ」や「ワーヘ」といったかな文字に落ち着く。UNGEGN式なら「Vāhe」や「Uāhe」。セム系言語として、より公共性の高いアラビア語にすると、「واحة」（ワーハ Wāha）である。